# Saran Bah
Pour les articles homonymes, voir Bah (patronyme).
Saran Bah, de son vrai nom Nene Mariama Saran Bah, née le 6 mars 1995 à Conakry, est une reine de beauté guinéenne.
Elle est la première guinéenne à intégrer le top 40 d'une phase finale du concours Miss Monde.
Élue 2e dauphine Miss Guinée 2019 et Miss Guinée Canada en 2014,.

## Biographie et études

### Jeunesse
De son vrai nom Nene Mariama Saran Bah, originaire de Pita ,elle est née à Conakry, la capitale de la république de Guinée, fille cadette d’un père comptable et d’une mère chef de division et entrepreneur. Elle grandit à Conakry où elle fait la plupart de son parcours scolaire dans l’établissement privé d’excellence Saint Georges.

### Études

#### Débuts de carrière et études pré-universitaire
Saran fait tout son cursus préuniversitaire au lycée privé d’excellence Saint Georges, de la maternelle jusqu'à l'obtention de son baccalauréat.
Bilingue dès l’âge de 14 ans, Saran partage son humanisme en participant aux activités extra scolaires dont les kermesses durant lesquelles elle défile, danse, participe à des pièces de théâtre, chante afin d’assurer l’animation.
Elle représente son école lors des concours nationaux de culture générale et de chant qui lui ont valu des récompenses lors de ses compétitions.

#### Études supérieures
À l’obtention de son baccalauréat fin 2012, elle se rend au Canada où elle commence début 2013 ses études universitaires en compatibilité à l’université de Moncton dans la province du Nouveau-Brunswick. Elle décroche durant la même période sa troisième couronne de miss, étant sacrée Miss Internationale Moncton 2013[réf. nécessaire].
Après une année et demie à Moncton, Saran rejoint l’université d’Ottawa en Ontario en 2014 où elle continue ses études toujours en comptabilité.
En Août 2014, elle participe au concours Miss Guinée Canada qui s’est tenu le 31 août 2014 à Montréal et elle remporte sa quatrième couronne à 19 ans.
En 2017, pour sa dernière session universitaire, elle effectue un échange scolaire à l’université libre de Bruxelles en Belgique où elle suit des cours en master pour compléter son programme d’études. Session à la suite de laquelle elle est diplômée d’un bachelor en sciences commerciales, spécialisation comptabilité de l’université d’Ottawa.

## Concours de beauté

### Miss Monde 2021
Le 7 octobre 2021, Saran Bah fait l'annonce de sa participation à la 70ème édition de concours Miss Monde 2021 à Porto Rico. Apres quatre années d'absence de la Guinée, elle représente la pays depuis Asmaou Diallo en 2017.
Elle bénéficie d'un soutien populaire des Guinéens (politiciens, Philanthrope, musicien, footballeur, etc.) et le 10 décembre 2021, le gouvernement guinéen de transition apporte son soutien financier de 50 000 $ suivi d'une vidéo des membres du gouvernement qui appellent à la soutenir.
Le 16 décembre 2021, à quelques heures de la cérémonie finale, le concours est reporté en raison de plusieurs cas de Covid-19 parmi les candidates et elle revient en Guinée le 28 décembre 2021, elle est accueillie par ses fans et les autorités du COMIGUI à l'Aéroport international Ahmed Sékou Touré.
Le 21 janvier 2022, le comité d'organisation de Miss Monde annonce le top 40 de Miss Monde 2021 et elle devient la première Guinéenne à atteindre ce niveau d'une édition du concours Miss Monde.
Le 12 mars 2022, elle reprend le chemin de porto Rico pour la finale, elle finit 25e au classement final de la compétition.

### 2eDauphine Miss Guinée 2019

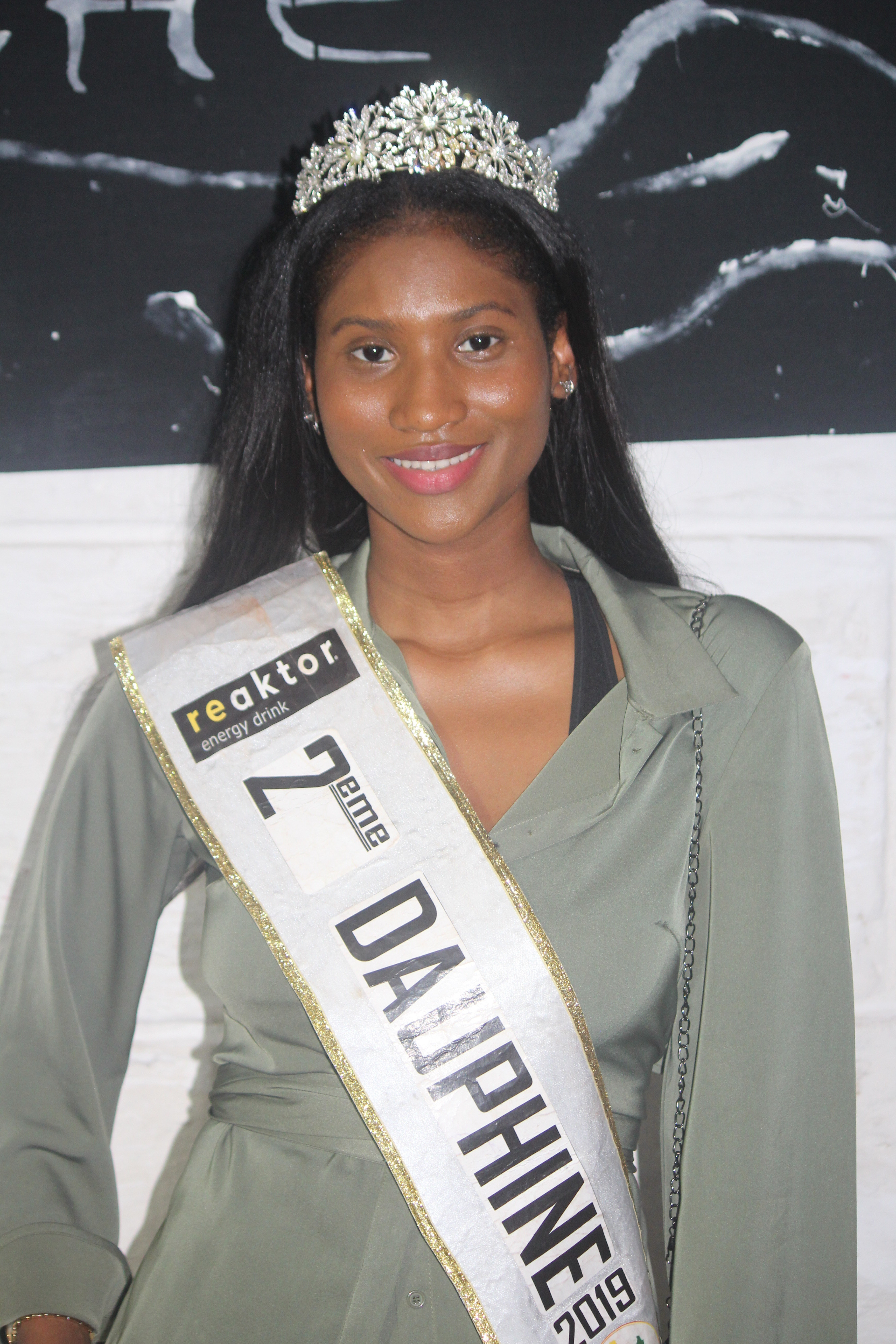
Saran Bah, 2e dauphine de Miss Guinée 2019.

Le 26 octobre 2019, à l'hôtel Sheraton grand Conakry lors de la soirée Miss Guinée 2019, elle devient 2e dauphine du concours de Beauté , derrière Askia Hawa Camara 1er dauphine et Mariame Touré sacrée miss Guinée.

### Miss Guinée Canada2014 - 2016
Le 31 août 2014, elle est élue Miss Guinée Canada en sa quatrième édition, succédant à Djumo Diallo.
Avant d'être connue du grand public, elle aime les défilés et la scène depuis son bas âge et dès le primaire était déjà à chaque année choisie miss de sa classe pour représenter ladite classe au concours scolaire qui se tenait chaque avril et c’est en 2009 à l’âge de 14 ans qu’elle décroche sa première couronne, sacrée miss de son école saint Georges et gagne ainsi son premier salaire.
Saran animée des concours de beauté et d’intellect ne s’en tient pas là et décroche une seconde couronne en 2011 à l’âge de 16 ans, celle de miss after school Crisber[réf. nécessaire].

## Activisme
Elle est très engagée dans l’humanitaire. En 2014, déjà elle menait des campagnes de sensibilisation contre la maladie Ebola, tenait des panels de discussions et sensibilisation contre les mutilations génitales et violences faites aux femmes avec des associations telles que le RAFIQ.
En 2018, elle se rend en Chine où elle travaille sur le terrain pendant deux mois en collaboration avec une organisation locale sur un projet humanitaire portant sur l’éducation.
En 2019 elle crée son ONG Unity In Diversity qui œuvre dans l’amélioration des conditions de vie dans le milieu scolaire, elle est également la marraine d’une ONG du nom de Children Need Help œuvrant dans l’accompagnement des enfants défavorisés et orphelins à travers des dons en bien matériels, des activités afin de divertir les enfants, partager des repas, créer le contact humain ou encore la prise en charge et l’accompagnement médical d’enfants malades dont ceux cancéreux.
Avec un groupe d’amis du lycée, elle avait créé un collectif de chant d’une vingtaine de personnes pour un reprise de la chanson « we are the world » afin de rendre hommage à Haïti à la suite du séisme ravageur.
Le 26 février 2022, elle est désignée ambassadrice de l'aéroport international Ahmed Sékou Touré de Conakry.